# Centropus grillii
Centropus grillii (лат.) — вид птиц из семейства кукушковых (Cuculidae). Подвидов не выделяют. Распространены в Африке южнее Сахары. Видовое название дано в честь шведского орнитолога Йохана Вильгельма Гриля (швед. Johan Wilhelm Grill, 1815–1864).

## Описание
Centropus grillii — самая маленькая шпорцевая кукушка, длиной от 30 до 34 см; самки немного крупнее самцов и весят около 150 г, тогда как самцы — около 100 г. Половой диморфизм в окраске оперения не выражен. Вне сезона размножения птицы окрашены в жёлто-коричневый или тёмно-коричневый цвет с черноватыми полосками на спине, крыльях и хвосте; макушка и мантия желтовато-коричневые, нижняя сторона тела с тёмными пятнышками. Радужная оболочка коричневая. Надклювье коричневое, подклювье голубовато-серое.
В сезон размножения окраска оперения взрослых особей заметно изменяется. Голова и всё тело становятся чёрными, хвост — блестящим чёрным, надхвостье испещрено коричневыми полосками, крылья рыжеватого или светлого каштаново-коричневого цвета. Клюв и ноги чёрного цвета.
Молодь рыжеватого цвета с многочисленными тёмными и светлыми полосками, радужная оболочка и ноги синевато-серые.
Крик описывается как монотонное «kuk-uk kuk-uk», повторяющееся с интервалом в две секунды, а также как более быстрое повторяющееся «hoo-hoo».

## Биология
Питается на земле или вблизи земли. В состав рациона входят насекомые (кузнечики, богомолы, жуки и др.), паукообразные и мелкие рептилии.
Сезон размножения приходится на сезон дождей и продолжается с апреля по июль в прибрежных районах Ганы, с июля по август на севере Ганы и Нигерии, с декабря по февраль в Танзании, с декабря по март в Зимбабве, с января по май в Малави. Гнездо шарообразной формы сооружается из сухой травы и осоки, размещается в густой траве на высоте 20—40 см над землей. В кладке 2—6 белых яиц, размером 31 х 24 мм. Яйца откладываются с нерегулярными интервалами, доходящими до 9 дней. Насиживание начинается с первого яйца. В строительстве гнезда, насиживании кладки и уходе за птенцами принимает участие только самец. Самка в это время охраняет гнездовую территорию. Единственный вид шпорцевых кукушек, у которого помимо моногамии наблюдается полиандрия, т.е. самка может совокупляться с тремя самцами. Показано, что территориальная агрессия у самок C. grillii модулируется прогестероном.